# Penicillium camemberti
Penicíllium camembérti (лат.) — окультуренный вид несовершенных грибов рода Пеницилл (Penicillium). Используется для закваски кисломолочных сыров.
Происходит из вида Penicillium commune, в природе вне сыра с белой плесенью и окружающих местообитаний не встречается.

## Описание
Колонии белые, пушистые, слабо спороносящие в белых или, реже, сероватых тонах. На агаре Чапека с дрожжевым экстрактом (CYA) колонии на 7-е сутки 2—2,5 см в диаметре, с бледным до желтоватого реверсом. Экссудат обычно отсутствует. На агаре с дрожжевым экстрактом и сахарозой (YES) колонии 2,5—4 см в диаметре, с кремовым реверсом.
Конидиеносцы — трёх-четырёхъярусные кисточки, иногда с неправильными ответвлениями различного порядка, 200—500 мкм длиной. Веточки 15—25 мкм длиной, метулы 7,5—12 мкм длиной. Фиалиды цилиндрические, с длинной широкой шейкой, 10—13 × 2,5—3 мкм. Конидии шаровидные, 3,5—5 мкм в диаметре, гладкостенные.
Галотолерантный вид: на агаре Чапека с дрожжевым экстрактом и 5% хлоридом натрия (CYAS) растёт с той же скоростью, что и на обычном CYA. Психротолерант, растёт в пределах от 0°C до 30°C.
Некоторые штаммы продуцируют циклопиазоновую кислоту. Её количества, содержащегося в сырах, недостаточно для каких-либо серьезных последствий для организма человека.

## Использование
Активно используется при производстве мягких жирных сортов сыра, например, бри, и камамбер. Корочка этих сыров с плесенью вполне съедобна, имеет специфический грибной запах и вкус, меняющийся от нежного грибного в начале созревания до едкого с аммиачным запахом при продолжительном хранении.

## Синонимы
- Penicillium album Epstein, 1902
- Penicillium biforme Thom, 1910
- Penicillium camemberti var. rogeri Thom, 1910
- Penicillium candidum Roger ex Biourge, 1923
- Penicillium caseicola Bainier, 1907
- Penicillium epsteinii Lindau, 1904
- Penicillium rogeri Wehmer, 1906